# NGC 7050
NGC 7050 је група звезда у сазвежђу Лабуд која се налази на NGC листи објеката дубоког неба.
Деклинација објекта је + 36° 10' 18" а ректасцензија 21h 15m 16,8s. Привидна величина (магнитуда) објекта NGC 7050 износи 10,6.